# 博什科·武克桑诺维奇
博什科·武克桑诺维奇（羅馬化：Boško Vuksanović，1928年1月4日—2011年4月4日），南斯拉夫男子水球运动员。他曾代表南斯拉夫国家队参加1952年和1956年夏季奥林匹克运动会水球比赛，获得二枚银牌。